# 변재섭
변재섭(1975년 9월 17일 ~ )은 대한민국의 전 축구 선수 및 지도자이다.

## 축구인 경력
전주대학교를 졸업하였으며 전북 현대 모터스에 1997년 입단한 후 전성기를 맞이했으며 1999 시즌 K리그 도움상을 수상하였다. 전북 현대와 재계약 실패 후 부천 SK로 이적하였다. 하지만 2007년에 친정팀 전북 현대로 다시 이적하였으며 같은 해에 은퇴하였다. 그리고 아쉽게 20골-20도움에 가입하지 못했으며 2008년부터 2012년까지 전주대학교, 2012년부터 2014년까지 광양제철고등학교, 2015년부터 2016년까지 자신의 선수 시절 두번째 친정팀인 제주 유나이티드에서 코치를 맡았으며 2017년에 김도훈 감독과 함께 울산 현대 축구단의 코치로 부임했다. 그 후, 2023 시즌을 앞두고 인천 유나이티드의 코치로 부임하였다.

## 수상

### 개인
- K리그 도움상 (1회): 1999

## 참고 자료
- 변재섭 인터뷰